# Forcipomyia rupicola
Forcipomyia rupicola är en tvåvingeart som beskrevs av Debenham 1987. Forcipomyia rupicola ingår i släktet Forcipomyia och familjen svidknott. Inga underarter finns listade i Catalogue of Life.